# Classic Brugge–De Panne 2021
45. ročník jednodenního cyklistického závodu Classic Brugge–De Panne (oficiálně Oxyclean Classic Brugge–De Panne) se konal 24. března 2021 v Belgii. Závod dlouhý 203,9 km vyhrál Ir Sam Bennett z týmu Deceuninck–Quick-Step. Na druhém a třetím místě se umístili Belgičan Jasper Philipsen (Alpecin–Fenix) a Němec Pascal Ackermann (Bora–Hansgrohe).

## Týmy
Závodu se zúčastnilo celkem 25 týmů, z toho 17 UCI WorldTeamů a 8 UCI ProTeamů. Každý tým přijel se sedmi jezdci, kromě týmu BikeExchange s pěti jezdci. Celkem se na start postavilo 173 jezdců, do cíle dojelo 158 jezdců a 3 jezdci neodstartovali.

### UCI WorldTeamy
- AG2R Citroën Team
- Astana–Premier Tech
- Bora–Hansgrohe
- Cofidis
- Deceuninck–Quick-Step
- Groupama–FDJ
- Intermarché–Wanty–Gobert Matériaux
- Israel Start-Up Nation
- Lotto–Soudal
- Movistar Team
- Team Bahrain Victorious
- Team BikeExchange
- Team DSM
- Team Jumbo–Visma
- Team Qhubeka Assos
- Trek–Segafredo
- UAE Team Emirates

### UCI ProTeamy
- Alpecin–Fenix
- Arkéa–Samsic
- B&B Hotels p/b KTM
- Bingoal WB
- Sport Vlaanderen–Baloise
- Total Direct Énergie
- Uno-X Pro Cycling Team
- Vini Zabù

## Výsledky
| Pořadí | Jezdec                      | Tým                    | Čas        |
| ------ | --------------------------- | ---------------------- | ---------- |
| 1      | Sam Bennett (IRL)           | Deceuninck–Quick-Step  | 4h 27' 40" |
| 2      | Jasper Philipsen (BEL)      | Alpecin–Fenix          | + 0"       |
| 3      | Pascal Ackermann (GER)      | Bora–Hansgrohe         | + 0"       |
| 4      | Giacomo Nizzolo (ITA)       | Team Qhubeka Assos     | + 0"       |
| 5      | Timothy Dupont (BEL)        | Bingoal WB             | + 0"       |
| 6      | Hugo Hofstetter (FRA)       | Israel Start-Up Nation | + 0"       |
| 7      | Cees Bol (NED)              | Team DSM               | + 0"       |
| 8      | Michael Mørkøv (DEN)        | Deceuninck–Quick-Step  | + 0"       |
| 9      | Elia Viviani (ITA)          | Cofidis                | + 0"       |
| 10     | Stanisław Aniołkowski (POL) | Bingoal WB             | + 0"       |